# Jan van Hinte (historicus)
Jan van Hinte (1896-1983) was een amateurarcheoloog en historicus die woonde bij het Toniobosje te Sint Kruis. Sedert 1950 was hij correspondent voor de Rijksdienst voor het Oudheidkundig Bodemonderzoek.
Jan van Hinte was degene die de Romeinse invloeden te Aardenburg in hun juiste perspectief plaatste en die gestimuleerd heeft dat er aldaar uitgebreide opgravingen plaatsvonden. Ook was hij een stimulator van de opgravingen in en nabij de Sint-Baafskerk te Aardenburg, waar onder meer zeldzame, aan de binnenkant beschilderde graftombes aan het licht kwamen.
Hij was vooral actief in de jaren 60 en 70 van de 20e eeuw en leverde toen een grote bijdrage aan de landschapsarcheologie in West-Zeeuws-Vlaanderen, in het bijzonder de studie naar de restanten van de vele door stormvloeden en opzettelijke inundaties verdwenen dorpen.
Jan van Hinte heeft de archeologische resten van een aantal van deze dorpen ontdekt, hetgeen geleid heeft tot de opgravingen in 1964 die de resten van het verdwenen dorp Hannekenswerve aan het licht brachten.Zijn werk werd verder gezet door zijn leerling  de kunsthistoricus en archeoloog Willy Dezutter (ere - conservator van het museum voor volkskunde in Brugge) die een studie over de graftombes maakte.
- International Standard Name Identifier: 0000 0003 9317 4917
- Nederlandse Thesaurus van Auteursnamen: 070856036
- Virtual International Authority File: 287361772
- WorldCat: E39PBJvH7DQhXrd8C4cqfYdYT3